# Särkijärvi (Gällivare socken, Lappland, 741733-172436)
Särkijärvi är en sjö i Gällivare kommun i Lappland och ingår i Råneälvens huvudavrinningsområde.